# John Wikström
John Wikström   (Suècia, 21 de maig de 1903 - 5 de febrer de 1991) fou un esquiador de fons suec que va competir durant les dècades de 1920 i 1930.
Els seu principal èxit esportiu fou la medalla de plata en la cursa dels 50 quilòmetres al Campionat del Món d'esquí nòrdic de 1927. Durant la seva carrera també guanyà un campionat nacional.